# Global 6 United
Das Team Global 6 United war ein luxemburgisches, vormals neuseeländisches Radsportteam mit Sitz in Bascharage.

## Organisation und Geschichte
Das Team wurde 2021 unter dem Namen Global 6 Cycling gegründet, seit Beginn ist das Team im Besitz einer Lizenz als UCI Continental Team. Hauptsponsor und Namensgeber ist der gleichnamige Sportartikelhersteller Global 6 United. Das Team war zunächst in Neuseeland lizenziert, die Ausrichtung war jedoch seit Beginn international. So waren in der ersten Saison bei den 14 Fahrern neun verschiedene Nationen vertreten. Den einzigen internationalen Sieg für das Team erzielte in der Saison 2023 Giacomo Ballabio, der die erste Etappe des Flèche du Sud gewann. 
In der Saison 2024 war das Team in Luxemburg lizenziert. Teamrespäsentant war der Luxemburger Gilles Kockelmann, der in dieser Funktion bereits im letzten Jahr des Bestehens des Team Differdange-GeBa tätig war. Nach der Saison 2024 wurde das Team aufgelöst. 

## Bisherige Saisonerfolge
| Rennserie                 | 2021 | 2022 | 2023 | 2024 |
| ------------------------- | ---- | ---- | ---- | ---- |
| UCI ProSeries             | -    | -    | -    | -    |
| UCI Continental Circuits  | -    | -    | 1    | -    |
| nationale Meisterschaften | -    | -    | -    | -    |

## Platzierungen in der UCI-Weltrangliste
| World Ranking | World Ranking | World Ranking             | World Ranking |
| Jahr          | Teamwertung   | Einzelwertung             |               |
| ------------- | ------------- | ------------------------- | ------------- |
| 2021          | 112.          | Michał Paluta (1009. )    |               |
| 2022          | 187.          | Dylan Sunderland (1569. ) |               |
| 2023          | 102.          | Nícolas Sessler (369. )   |               |
| 2024          | 147.          | Giacomo Ballabio (1959. ) |               |
|               |               |                           |               |
| Quelle: UCI   |               |                           |               |